# Weird!
Weird! è il secondo album in studio del cantante britannico Yungblud, pubblicato il 4 dicembre 2020.

## Tracce
1. Teresa – 3:24
2. Cotton Candy – 2:47
3. Strawberry Lipstick – 2:42
4. Mars – 3:01
5. Superdeadfriends – 2:20
6. Love Song – 4:00
7. God Save Me, But Don't Drown Me Out – 3:37
8. Ice Cream Man – 3:12
9. Weird! – 3:04
10. Charity – 3:39
11. Acting like That (feat. Machine Gun Kelly) – 3:11
12. It's Quiet in Beverly Hills – 2:36
13. The Freak Show – 4:27

## Classifiche
| Classifica (2020) | Posizione massima |
| ----------------- | ----------------- |
| Australia         | 6                 |
| Belgio (Fiandre)  | 26                |
| Belgio (Vallonia) | 118               |
| Francia           | 130               |
| Germania          | 21                |
| Irlanda           | 28                |
| Italia            | 80                |
| Lituania          | 80                |
| Paesi Bassi       | 57                |
| Polonia           | 47                |
| Regno Unito       | 1                 |
| Repubblica Ceca   | 94                |
| Stati Uniti       | 74                |